# Phyllocycla baria
Phyllocycla baria är en trollsländeart som beskrevs av Belle 1987. Phyllocycla baria ingår i släktet Phyllocycla och familjen flodtrollsländor. IUCN kategoriserar arten globalt som otillräckligt studerad. Inga underarter finns listade i Catalogue of Life.